# エーバーハルト (バイエルン公)
バイエルン公エーバーハルト（Eberhard, 生年不詳 - 938年以降）は、10世紀ドイツのバイエルン公（在位：937年 - 938年）。

## 生涯
ルイトポルト家のバイエルン公アルヌルフ（悪公）の子である。935年にバイエルン領主らにより父アルヌルフの後継者として認められた。937年7月14日の父アルヌルフの死去によりバイエルン公位を継ぐ。しかしエーバーハルトは皇帝オットー1世と対立し、938年にオットー1世はバイエルンに2度にわたり侵攻した。1度目の侵攻は失敗したが、2度目の侵攻においてエーバーハルトは追放され、叔父のベルトルトが代わってバイエルン公とされた。以降の消息は不明である。
弟バイエルン宮中伯アルヌルフは953年に皇帝オットー1世の子リウドルフの反乱に加担し、翌年に死去した。